# 馬尼亞瓦
48°39′15″N 24°22′12″E / 48.65417°N 24.37000°E

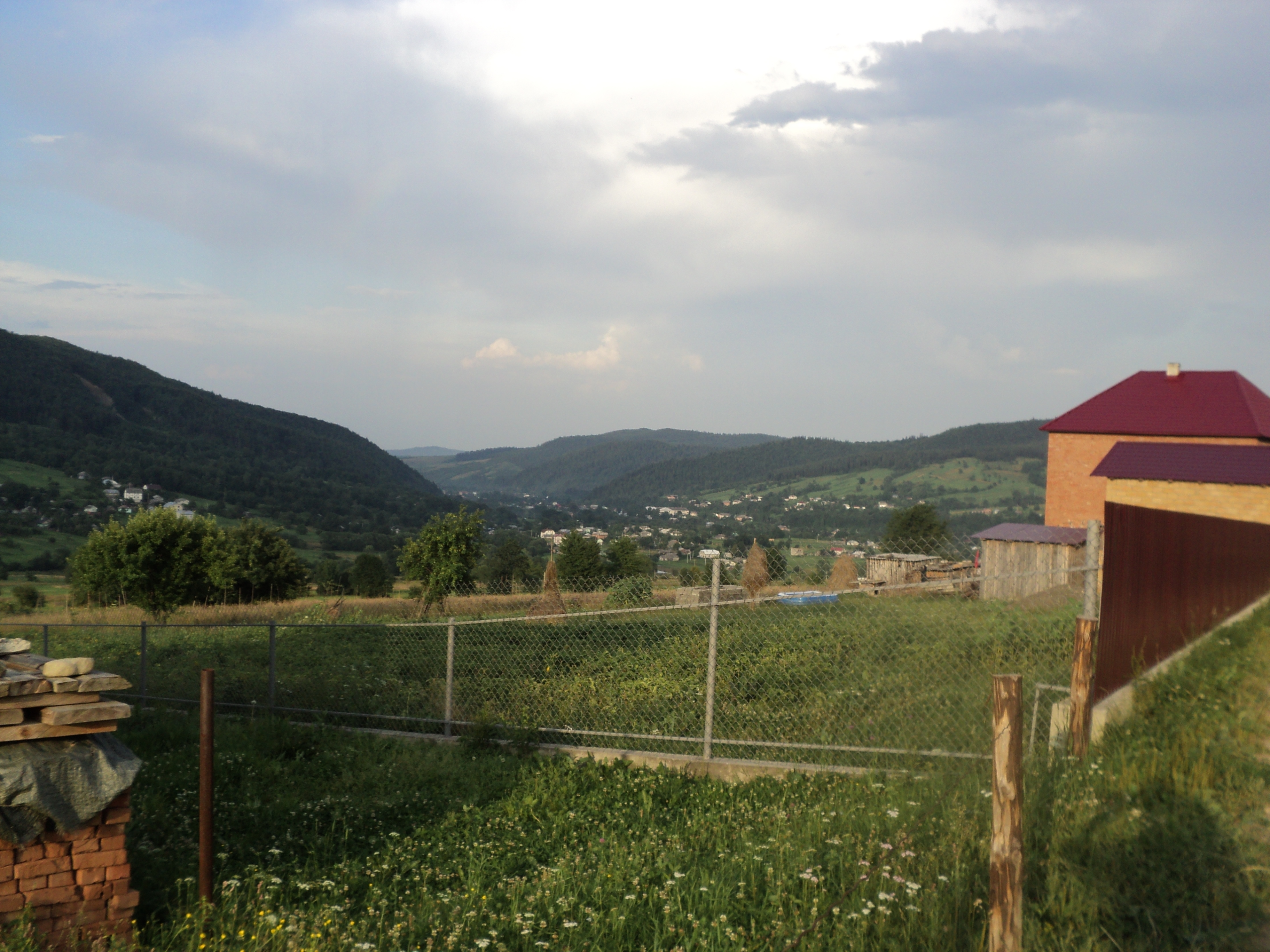

馬尼亞瓦（烏克蘭語：Манява），是烏克蘭西部的村莊，隸屬伊萬諾-弗蘭科夫斯克州的伊萬諾-弗蘭科夫斯克區。該村面積42平方公里，海拔高度519米，2001年人口3,491，人口密度每平方公里83.1人。